# Mario Delpini
Mario Enrico Delpini (n. Gallarate, Lombardía, Italia, 29 de julio de 1951) es un arzobispo católico y profesor italiano. 
Ordenado en 1975, ha ejercido todo su sacerdocio como profesor y ocupando diversos puestos en la Arquidiócesis de Milán.
En julio de 2007 pasó a ser Obispo Auxiliar de Milán, Obispo Titular de Stephaniacum, secretario general de la Conferencia Episcopal Lombarda y miembro de la Comisión para el Clero y la Vida Consagrada de la Conferencia Episcopal Italiana.
Más tarde también se le asignó la tarea de vicario general arquidiocesano y vicario episcopal para la formación sacerdotal.
El 7 de julio de 2017 ha sido nombrado por el Papa Francisco, como nuevo arzobispo metropolitano de Milán y nuevo Gran Canciller de la Facultad Teológica del Norte de Italia., en sustitución del Cardenal Angelo Scola. Tomó posesión del cargo el día 24 de septiembre del mismo año.

## Biografía

### Primeros años y formación
Nacido el día 29 de julio de 1951, en la localidad italiana de Gallarate ("situada en la Provincia de Varese y la Región de Lombardía"). Es hijo de Antonio y Rosa Delpini. Él es tercero de seis hijos.
Creció en el municipio de Jerago con Orago, donde hizo sus estudios primarios y los secundarios los en Arona y en el Istituto Statale-Paritario "De Filippi" en la ciudad de Varese.
Seguidamente en octubre de 1967, al descubrir su vocación religiosa, decidió ingresar en el Seminario Arquidiocesano de Milán, que está situado en Venegono Inferiore.
En el seminario realizó su formación eclesiástica.
Se graduó en Literatura por la Universidad Católica del Sagrado Corazón (UCSC) de Milán, con una tesis sobre la enseñanza del latín como una introducción a la exégesis de los clásicos. Después se licenció en Teología por la Facultad Teológica del Norte de Italia con una tesis sobre la noción teológica del filósofo Giovanni Pico della Mirandola, asistió durante una temporada al Pontificio Seminario Lombardo de Roma y se tituló en Patrística por el Instituto Patrístico Augustinianum.

### Sacerdocio
El día 7 de junio de 1975 en la Basílica Catedral de Milán, fue ordenado sacerdote, por el entonces Cardenal-Arzobispo, Giovanni Colombo.
Tras ser ordenado sacerdote, rápidamente dio comienzo su ministerio pastoral como profesor en el Seminario Menor de Milán, situado en Seveso y luego en el Seminario Mayor Arquidiocesano, donde él mismo estudió. Durante esa época también aprovechó para ampliar su formación, obteniendo diversos títulos universitarios en distintas instituciones del país.
Cuando terminó su formación universitaria, regresó a enseñar en los seminarios, pero esta vez como profesor de lengua griega y patrística. En 1989 pasó a ser rector de los seminarios y al mismo tiempo ejerció de profesor en la Facultad Teológica del Norte de Italia.
En 2006 fue nombrado vicario episcopal de todas las parroquias pertenecientes a la Zona Pastoral VI de la Provincia de Milán y por lo tanto dejó su puesto de rector y de profesor.

## Episcopado

### Obispo Auxiliar de Milán
Ya el 13 de junio  de 2007 ascendió al episcopado, cuando Su Santidad el Papa Benedicto XVI le nombró Obispo Auxiliar de la Arquidiócesis de Milán y Obispo Titular de la antigua Sede de Stephaniacum.
Recibió la consagración episcopal el 23 de septiembre de ese mismo año, en la Catedral de Milán, junto a "Monseñor" Franco Giulio Brambilla y a manos del Cardenal, Dionigi Tettamanzi actuando como consagrante principal. Tuvieron como co-consagrantes a Francesco Coccopalmerio, Marco Ferrari, Renato Corti y a Giuseppe Betori.
Desde entonces hasta 2016, también ha sido Secretario General de la Conferencia Episcopal Lombarda y miembro de la Comisión para el Clero y la Vida Consagrada de la Conferencia Episcopal Italiana (CEI).
El 5 de abril de 2012 durante la Misa Crismal, fue nombrado por el cardenal Angelo Scola, como vicario general Arquidiocesano y el 21 de septiembre de 2014 como vicario episcopal para la formación permanente del clero, ocupándose especialmente de los seminaristas a los cuales les faltan cinco años para la ordenación.

### Arzobispo de Milán
El 7 de julio de 2017, el Papa Francisco lo nombra nuevo Arzobispo Metropolitano de Milán, en sustitución del Cardenal Scola, que ha renunciado por motivos de edad. Tomó posesión oficial de este nuevo cargo el día 24 de septiembre del mismo año en la Basílica-Catedral Metropolitana. Asimismo, también ha sido elegido como nuevo Gran Canciller de la Facultad Teológica del Norte de Italia.
El 15 de mayo de 2019 fue nombrado miembro de la Congregación para las Iglesias Orientales ad quinquennium.

## Obras
Además de la investigación científica dedicada al estudio de la literatura antigua y la teología de los Padres de la Iglesia; Mario Delpini es autor de obras destinadas a la cristiandad y a la formación profesional, en particular para los jóvenes. Todas sus obras se caracterizan por un estilo afilado e irónico.
- «Sul rapporto delle lettere di Ignazio di Antiochia con il Vangelo di Giovanni», in La Scuola Cattolica 119 (1991) 514-525.
- (con Silvano Casiraghi) Il contro-contro. Come una lotta l'obbedienza allo spirito di Dio (=Ti ascolto, 4), Torino, Paoline, 1984. ISBN 978-88-215-0704-1
- Io scelgo la pace. Vignette, pensieri, domande irrequiete per un argomento che scotta (=Vita più, II serie, 19), Cinisello Balsamo, San Paolo Edizioni, 1986. ISBN 978-88-215-1032-8.
- Caccia al tesoro. Sette incontri vocazionali per ragazzi (=Meeting, 3), Cinisello Balsamo, San Paolo Edizioni, 1987. ISBN 978-88-315-0018-0.
- (con Angelo De Simone) Da Gerusalemme a Emmaus. Quattordici soste di preghiera per gruppi giovanili (=Insieme, 13), Milano, Edizioni paoline, 1988. ISBN 978-88-315-0088-0
- Dizionario della vita quotidiana (=Quaderni di parola e comunità, 14), Venegono Inferiore, Seminario di Milano - Comunità di ginnasio e liceo, pref. 1992
- «La formazione del Pastore verso l'esercizio del Ministero», in La Scuola Cattolica 123 (1995) 513-525.
- Reverendo che maniere! Piccolo Galateo Pastorale. Appunti affettuosi e scanzonati per preti in cammino verso il terzo millennio (=L'antica fonte, 36), Cinisello Balsamo, San Paolo Edizioni, 1998. ISBN 978-88-215-3591-8; edizione polacca Wielebny, co za maniery!: mały, braterski poradnik dla księży, traduzione di Irena Burchacka, Warszawa, Wydawnictwo Księży Marianów, 1999. ISBN 978-83-711-9248-7.
- La via del sale. 54 storie per ogni settimana dell'anno (=Serie "Vita comune"), Seveso, Seminario Arcivescovile di Milano, 1998.
- L'esperienza del diaconato permanente, in «La Scuola Cattolica», 136, 3, luglio-settembre 2008, p. 369-375. ISSN 0036-9810
- Con il dovuto rispetto. Frammenti di saggezza all'ombra del campanile (=L'antica fonte), Cinisello Balsamo, San Paolo Edizioni, 2011. ISBN 978-88-215-7071-1
- E la farfalla volò. 52 storie sorprendenti, Milano, Àncora, 2016. ISBN 978-88-514-1773-4